# Robert Van Lancker
Robert Van Lancker, eigentlich Vanlancker, (* 11. Dezember 1946 in Grâce-Berleur) ist ein ehemaliger belgischer Radrennfahrer und zweifacher Weltmeister im Sprint.

## Sportliche Laufbahn
1966 wurde Robert Van Lancker Dritter der belgischen Meisterschaft im Sprint der Amateure. Im Jahre darauf wurde er gemeinsam mit Daniel Goens belgischer Meister im Tandemrennen. Diesen Erfolg konnten die beiden ein Jahr später wiederholen. Die erfolgreiche Paarung Van Lancker/Goens wurde 1968 Vize-Weltmeister im Tandem bei den UCI-Bahn-Weltmeisterschaften in Rom, nachdem sie schon im Jahr zuvor bei der Weltmeisterschaft in Amsterdam den dritten Platz belegt hatten. Im selben Jahr errang das Paar bei den Olympischen Spielen in Mexiko-Stadt die Bronzemedaille im Tandemrennen.
Nach den Olympischen Spielen trat Robert Van Lancker zu den Profis über und wurde 1969 Vize-Weltmeister im Sprint vor heimischem Publikum in Antwerpen. Nach dem Gewinn mehrerer nationaler Titel in Sprint (zweimal) und Tandem wurde er 1972 in Leicester Weltmeister im Sprint. Diesen Erfolg konnte er im Jahr darauf bei der Weltmeisterschaft in San Sebastian wiederholen. Von den traditionsreichen Grand Prix Wettbewerben für Sprinter gewann er unter anderem den Grand Prix Amsterdam 1970 sowie den Grand Prix d’Anvers 1971 und 1974.
Wegen fehlender Vertragsangebote trat er 1976 vom Radsport zurück. Er wurde Fußballspieler beim RFC Montegnée.

## Nach dem Sport
Nach Beendigung seiner Radsportkarriere kaufte Van Lancker, der in die Region Brüssel gezogen war, Anteile eines Reifencenters. Anschließend arbeitete er als Mechaniker für die Benelux-Zentrale einer großen Automarke. Als dieses Unternehmen schloss, wechselte er in die Wartungsabteilung des Sportkomplexes in Molenbeek. In einem Interview aus dem Jahr 2004 beklagte er, dass er in einer „schlechten Epoche“ des Bahnradsports in Europa seine Erfolge erzielt hätte. Diese seien damals nicht wahrgenommen und anerkannt worden, weshalb er davon nicht finanziell habe profitieren können.

## Erfolge
1967
- Weltmeisterschaft – Tandem (mit Daniel Goens)
- Belgischer Amateur-Meister – Sprint, Tandem (mit Daniel Goens)

1968
- Olympische Spiele – Tandem (mit Daniel Goens)
- Amateur-Weltmeisterschaft – Tandem (mit Daniel Goens)
- Amateur-Weltmeisterschaft – Sprint
- Belgischer Amateur-Meister – Sprint, Tandem (mit Daniel Goens)

1969
- Weltmeisterschaft – Sprint

1970
- Belgischer Meister – Sprint (Profis), Tandem (mit Daniel Goens)

1971
- Weltmeisterschaft – Sprint
- Belgischer Meister – Sprint

1972
- Weltmeister – Sprint
- Belgischer Meister – Sprint

1973
- Weltmeister – Sprint
- Belgischer Meister – Sprint
- Sechstagerennen von Montreal (mit Ferdi Bracke)

1974
- Weltmeisterschaft – Sprint
- Belgischer Meister – Sprint

1976
- Belgischer Meister – Sprint